# Meiguilujiu
Le méiguīlù jiǔ (chinois : 玫瑰露酒 ; pinyin : méiguīlù jiǔ ; Wade : mei kwei lu chew ; litt. « alcool de sirop de rose », la bouteille comportant généralement l'inscription en chinois et sa transcription Wade-Giles) est une eau-de-vie chinoise (Baijiu) de sorgho distillé, de 50° à 54°, aromatisé à l'extrait de rose.